# WASP-96
WASP-96 è una stella di classe spettrale G8, situata ad una distanza di 1150 anni luce dalla Terra, nella costellazione della Fenice. Non è visibile ad occhio nudo, la sua magnitudine apparente è infatti 12,2.
Nel 2013 è stato scoperto un esopianeta orbitante attorno a WASP-96, denominato WASP-96 b . La scoperta è avvenuta nell'ambito del progetto Wide Angle Search for Planets (WASP), utilizzando il metodo del transito.
Nel luglio 2022, la NASA ha annunciato che uno spettro del pianeta sarebbe stato tra le prime cinque immagini ottenute dal James Webb Space Telescope. 